# Museu Nacional do Irã
O Museu Nacional de Irão (em persa: Mūze-ye Millī-ye Irān,'do antigo Irã') é um museu arqueológico e histórico localizado em Teerã, no Irã. Foi inaugurado em 1937. 
O museu divide-se em dois setores: o Museu do Antigo Irã, dedicado à coleção pré-islâmica, e o Museu de Arqueologia e Arte Islâmica do Irã, que contém objetos pós-islâmicos.
As salas de exposição do primeiro edifício contêm objetos do paleolítico, neolítico, calcolítico, Idade do Bronze, Idade do Ferro, além de objetos das culturas meda, aqueménida, seléucida, parta, e sasánida. Entre eles se encontram recipientes de cerâmica e metal, esculturas, elementos arquitetônicos, funerárias, inscrições, jóias e moedas.
A seção pós-islâmica do museu foi inaugurada em 1996 e consta de três plantas. Contém várias peças de cerâmica, tecidos, textos, ilustrações, astrolábios e caligrafia em adobe de 1400 anos de história islâmica de Irão. 
O museu constitui de vários departamentos de investigação, como o Centro para a investigação do Paleolítico, o Centro para a investigação da Dinastia aquemênida e o Centro para os estudos de cerâmica.

## História
No ano 1900 tinha-se estabelecido um acordo entre os governos de Irão e da França que outorgava aos arqueólogos franceses a autorização para liderar as escavações arqueológicas de todo o país. Este acordo foi invalidado anos mais tarde: aos franceses só se lhes permitiu seguir escavando em Susa, e os iranianos se comprometiam a criar um museu arqueológico e uma biblioteca nacional que estariam dirigidos por um francês. Por este motivo foi designado o arqueólogo francês André Godart para participar na criação do novo museu e dirigí-lo. Assim, em 1930 se aprovou uma lei para a preservação de antiguidades e em 1935 se iniciou a construção do museu, que se inaugurou em 1937.
Por outra parte, a construção de um segundo prédio, que estaria destinado à colecção islâmica, se produziu entre 1944 e 1950, mas o desenho do interior do edifício, que devia estar baseado na arte e cultura islâmicos, se iniciou em 1991 e sua inauguração não se produziu até 1996.

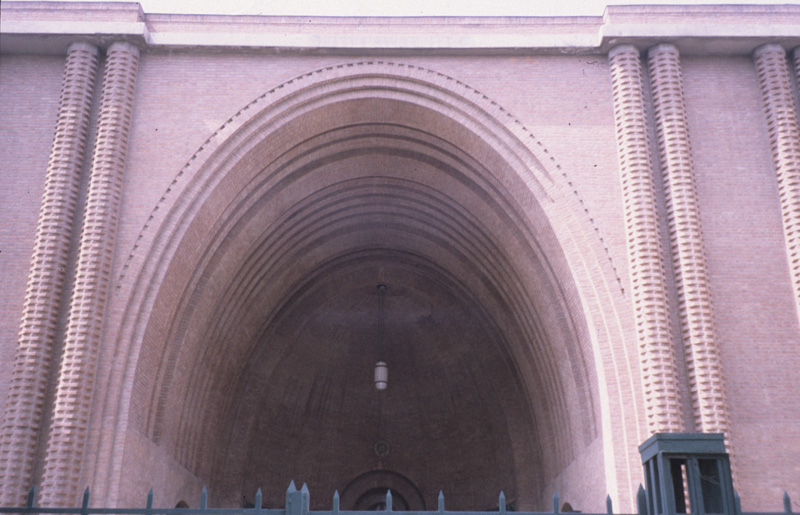
A entrada principal do primeiro edifício do museu foi construída no estilo de abóbada sassânida, especificamente no iwan de Ctesifonte.
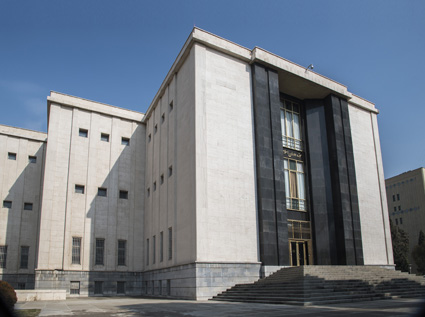
O segundo prédio do museu, que alberga as peças pós-islâmicas.

## Exibições

### Museu do Antigo Irã
A seção que expõe os objetos de maior antiguidade inclui os de uma cronologia que remonta desde o Paleolítico até o final do século IV a.C.. Entre eles estão os locais de Caxafrude, Darbande e Ganje Par, que datam do Paleolítico Inferior. Na primeira sala mostram-se ferramentas de pedra musterienses feitas pelo homem de Neandertal. Ademais, o museu abriga figuras com uma antiguidade de 9000 anos de humanos e animais de Tepe Sarabe (na província de Quermanxá), entre muitos outros objetos.
Outro sector do museu contém peças cuja data está incluída entre os inícios da invenção da escrita e o período sasánida. Entre elas podem se destacar o «copo de Shahr-i Sokhta», onde se representa a que está conceituada como a primeira sequência de animação da história; as copas de ouro de Marlique; a estátua do boi de Choga Zanbil; uma estátua de Darío I; a estátua de bronze de um príncipe parto achada em Shami e um dos denominados "Homens de Sal".

### Museu de Arte Islâmica
O Museu de Arte Islâmica expõe obras cuja época tem raízes desde os começos do islão, e compreende os períodos seijúúcida, ilcânida, timúrida, safávida, afexárida, zândida e cajar. Expõem-se livros, tecidos, pinturas, vasijas e outros objetos artísticos e religiosos. Um dos sectores mais destacados é o denominado "salão do Alcorão".

## Galeria

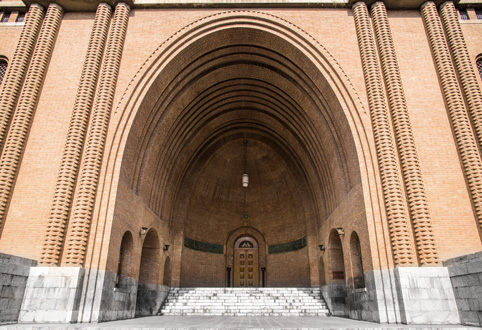
Museu do Antigo Irã, parte do Museu Nacional do Irã.
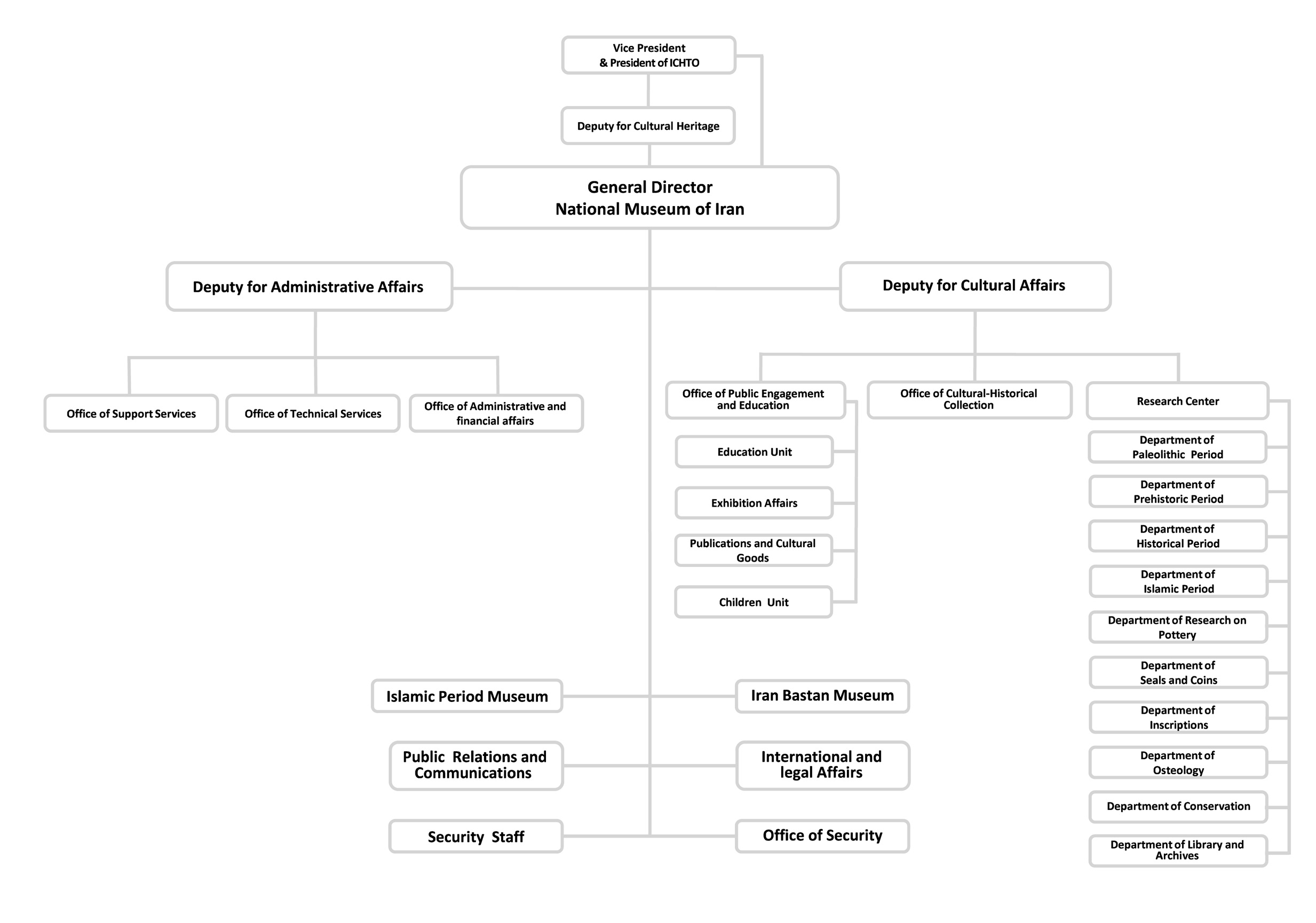
Organograma do Museu Nacional do Irã.
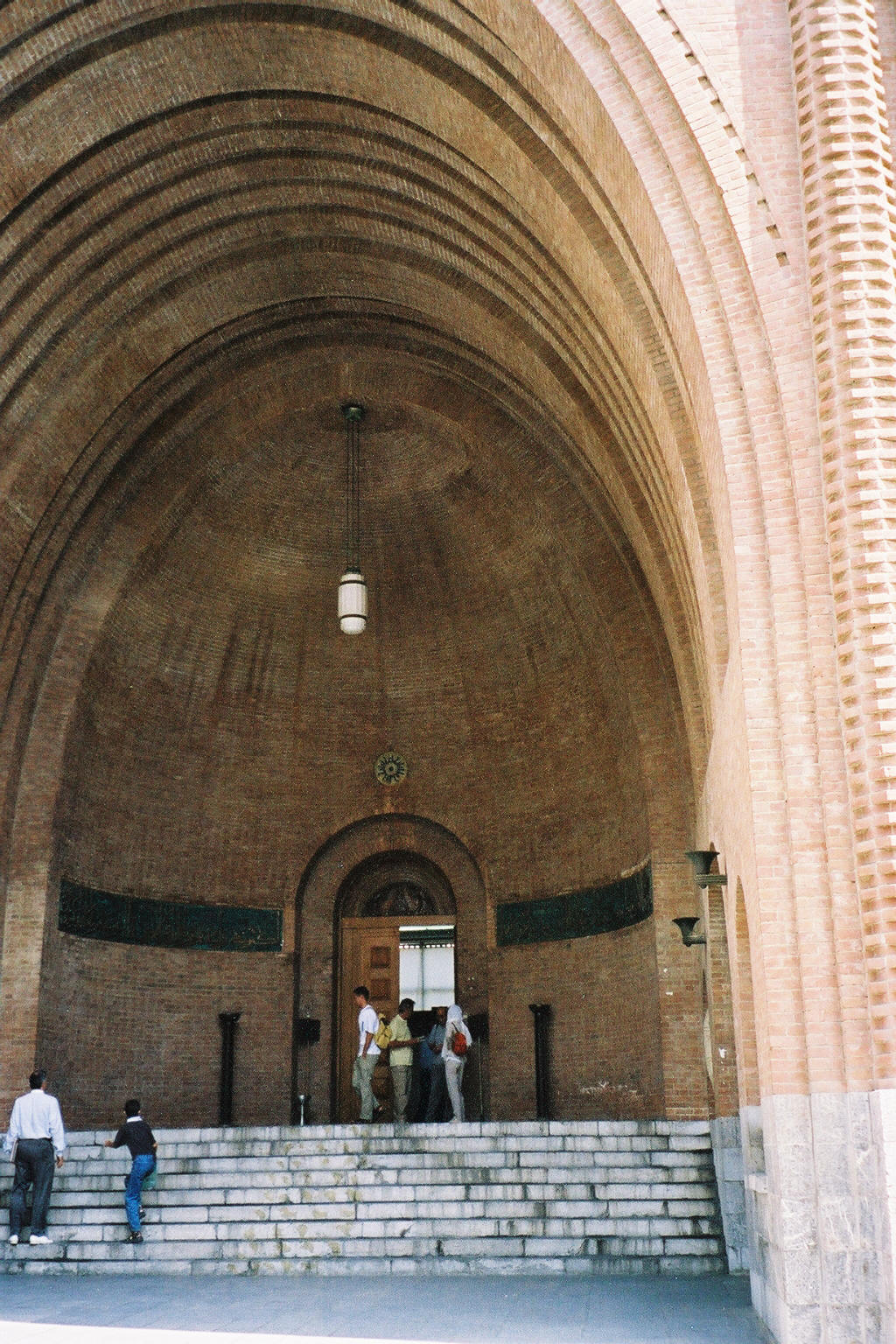
Entrada do Museu Antigo.
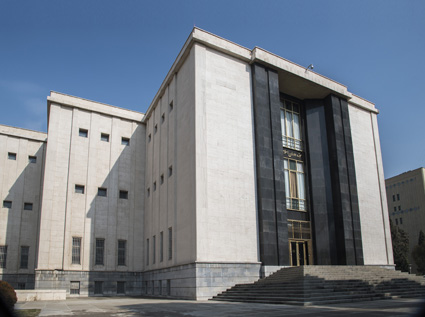
Museu da Era Islâmica, parte do Museu Nacional do Irã.
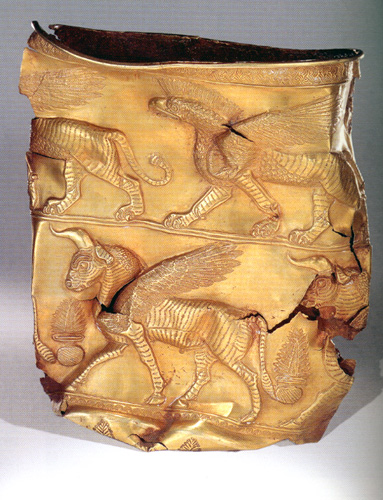
Taça de ouro da Idade do Ferro de Marlique, conservada no Museu Antigo.
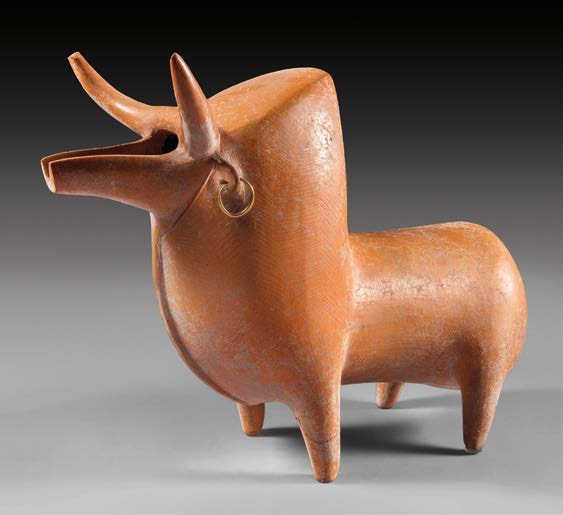
Uma estátua de animal da Idade do Ferro de Marlique, conservada no Museu Antigo.
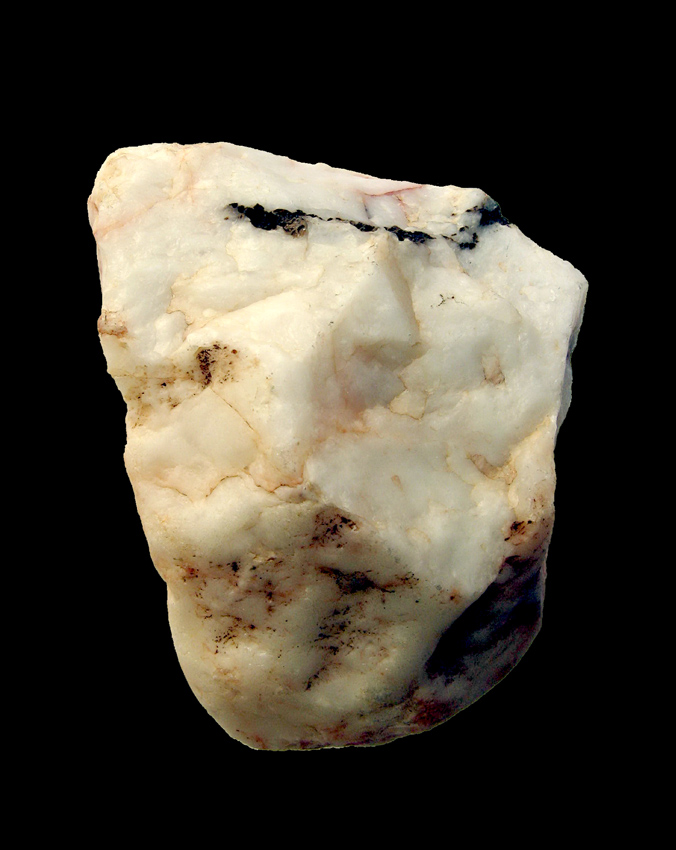
Um mineral do Paleolítico Inferior, encontrado em Caxafrude, conservado no Museu Antigo.
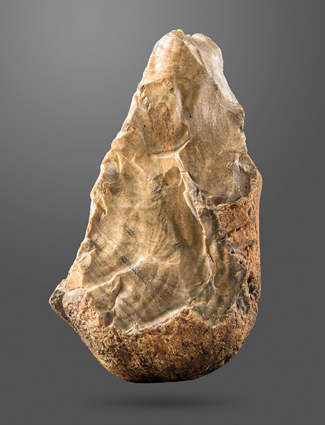
Um mineral triedro do Paleolítico Inferior, encontrada em Amar Merdeg, conservada no Museu Antigo.
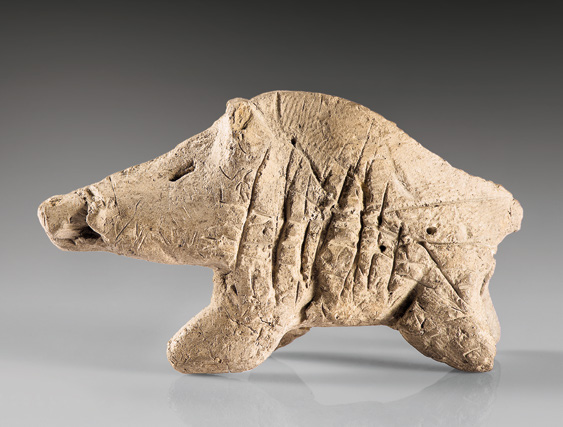
Estatueta de javali em barro do período Neolítico, encontrada em Tepe Sarab, conservada no MuseuAntigo.
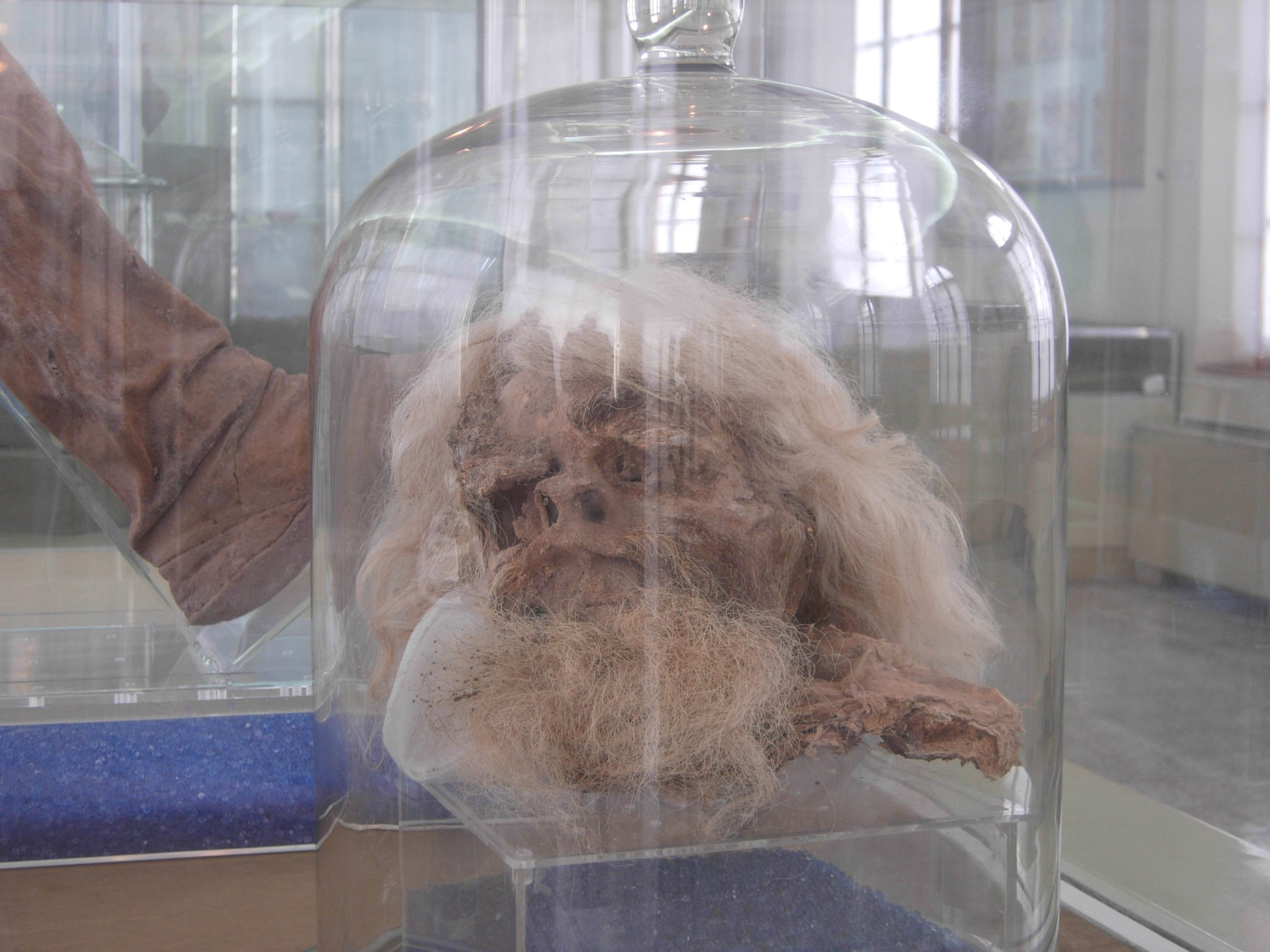
Homem de Sal, conservado no Museu Antigo.
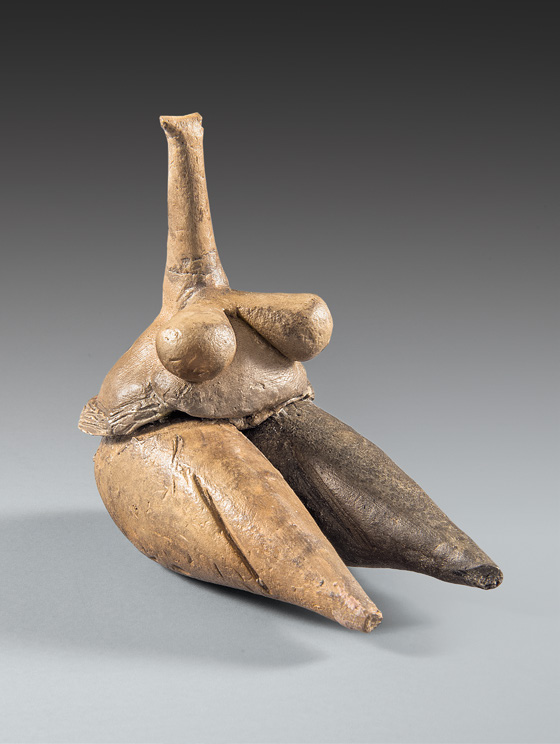
Uma estatueta de barro de uma deusa da fertilidade encontrada em Tepe Sarab, que remonta ao Período Neolítico.
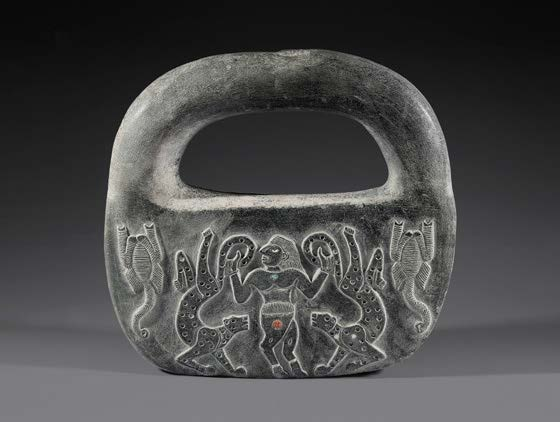
Objeto de clorite com o motivo do Mestre dos Animais da cultura Jiroft de Kerman, datado da Idade do Bronze Atlântica.
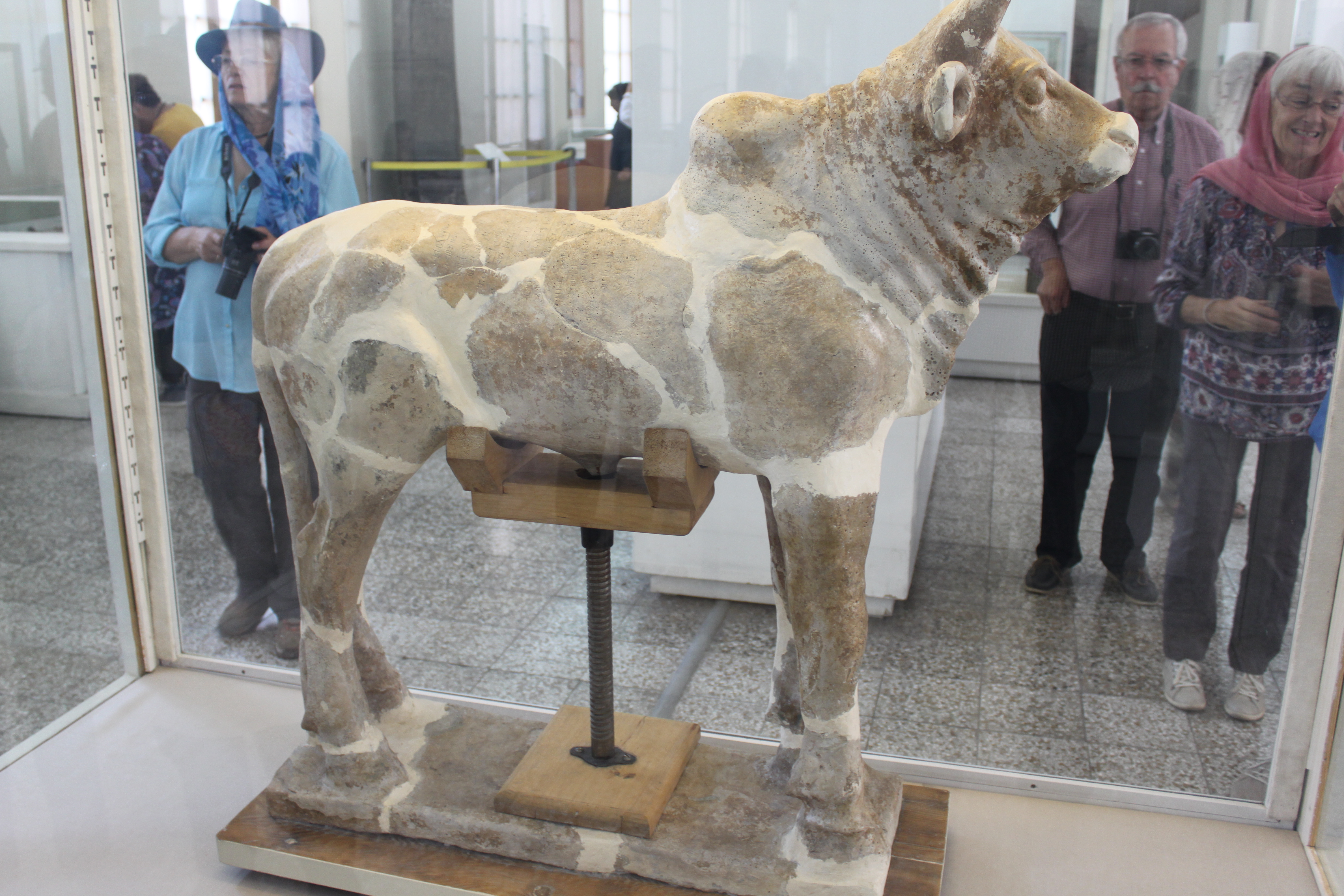
Uma estátua de touro Elão.
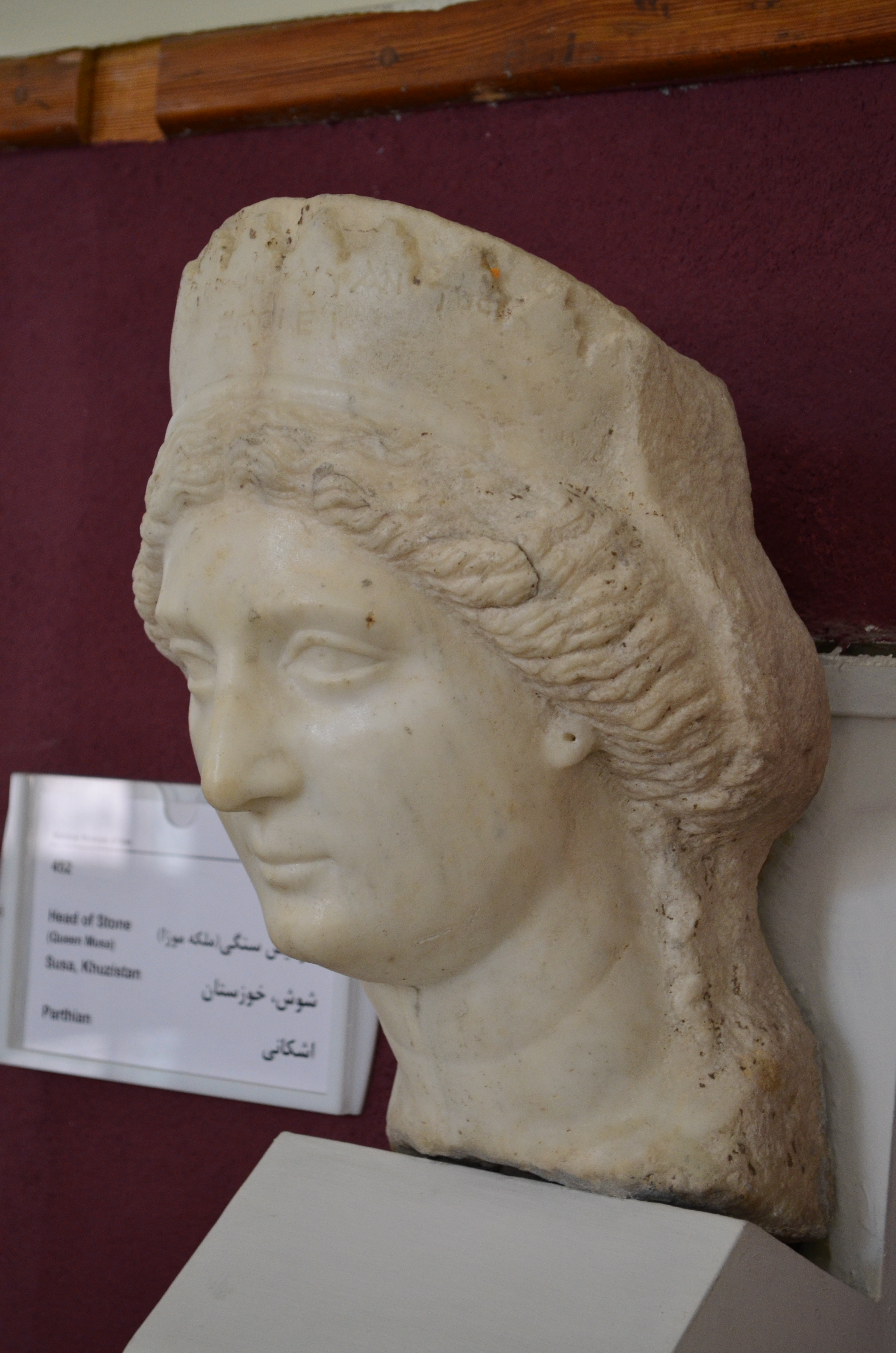
A Estátua da rainha Pártia, conservada no Museu Antigo.
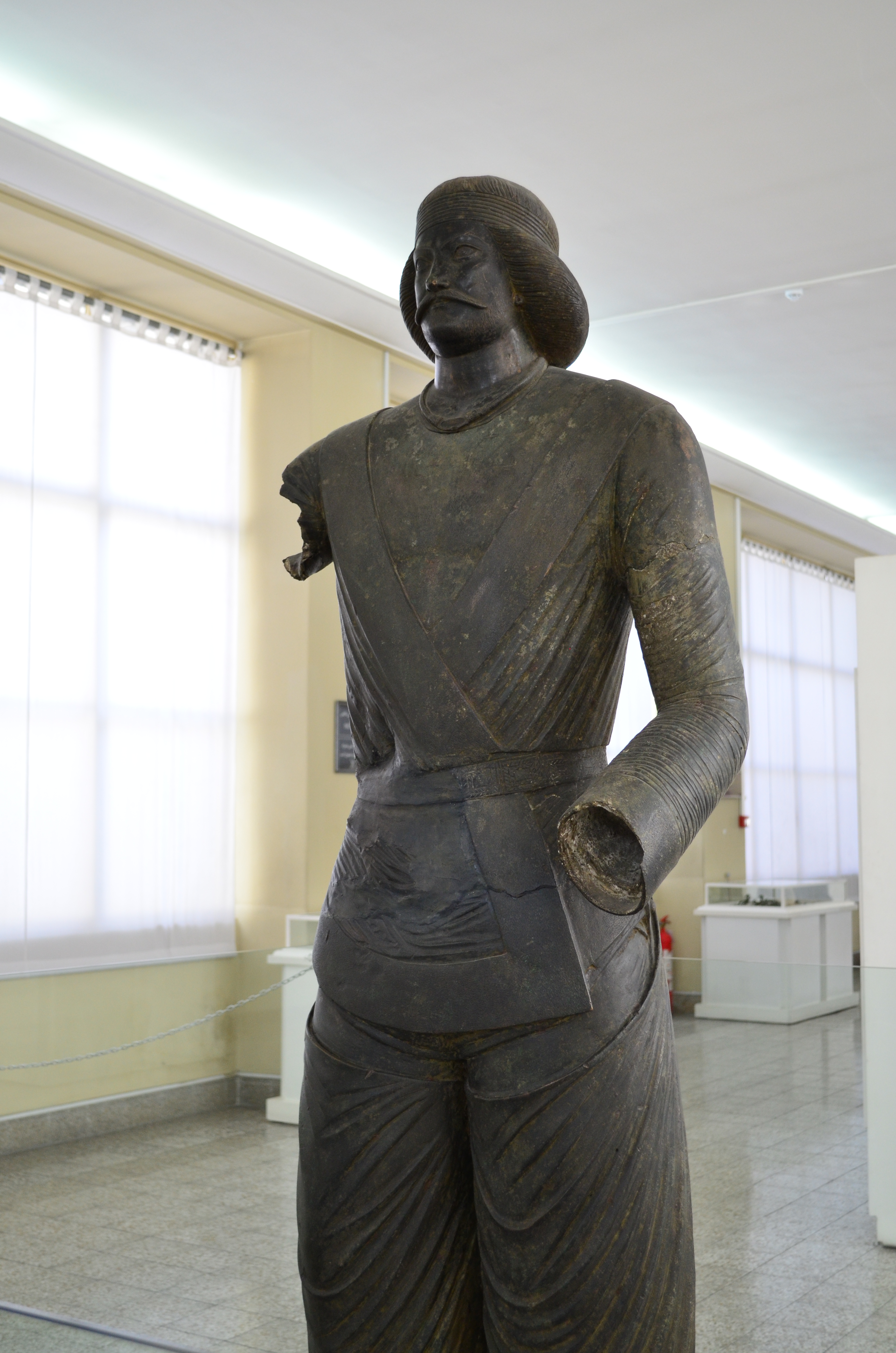
A estátua de um nobre parta, conservada no Museu Antigo.
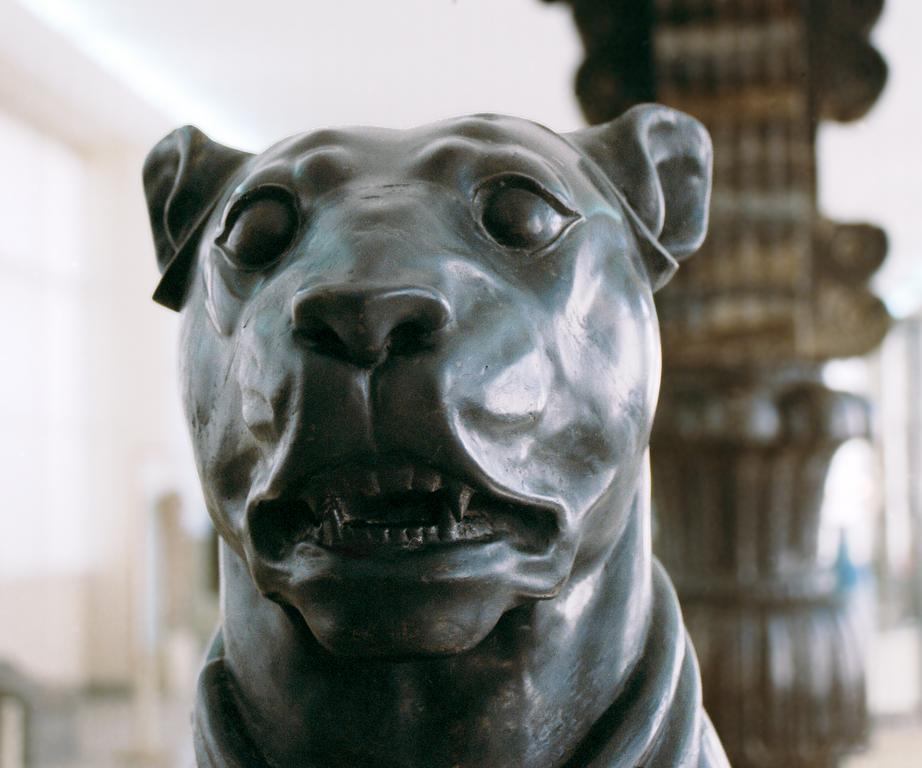
Uma estátua de cão mastim conservada no Museu Antigo.
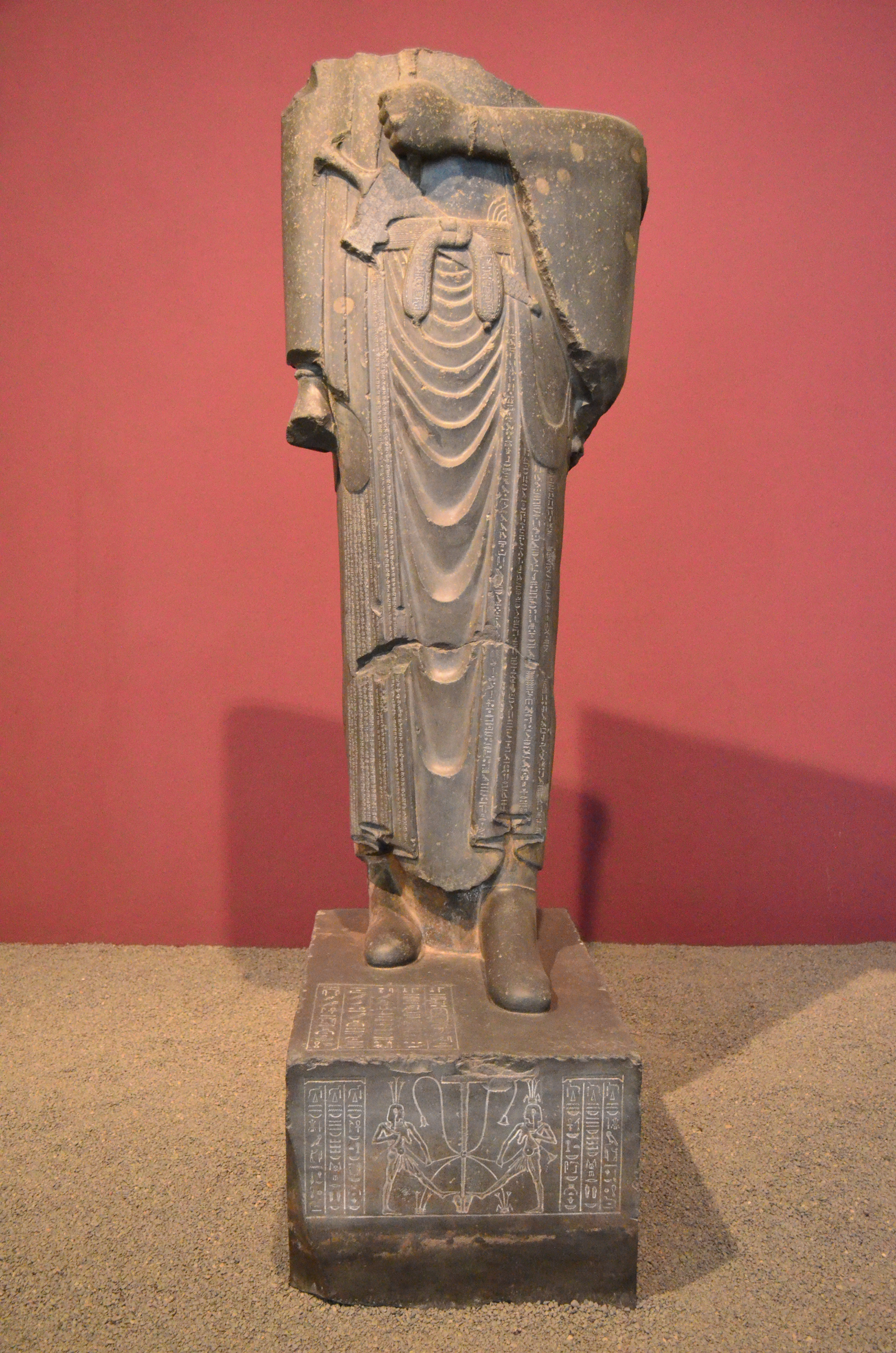
A estátua de Dario, o Grande, conservada no Museu Antigo.
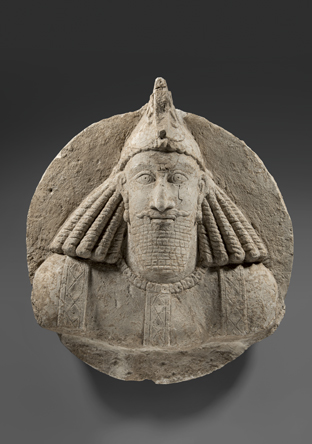
Estátua de um nobre sassânida de Hajiabade, Fars, conservada no Museu Antigo.
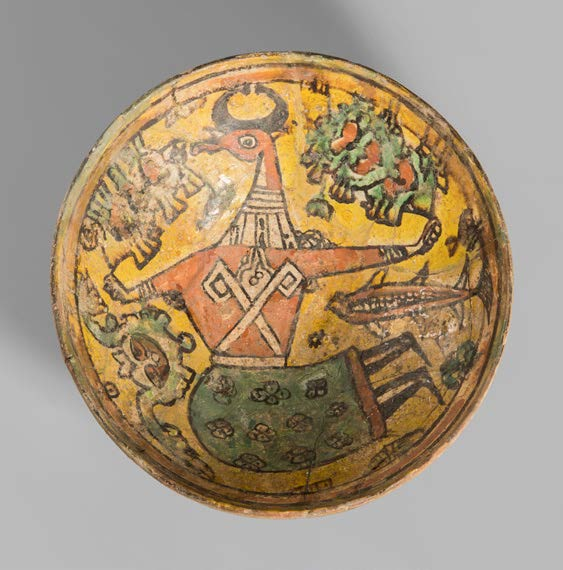
Uma tigela de cerâmica do século IX Gurgã, decorada com porcelana sob vidrado transparente, representando uma figura antrópica com cabeça de touro, conservada no Museu da Era Islâmica.
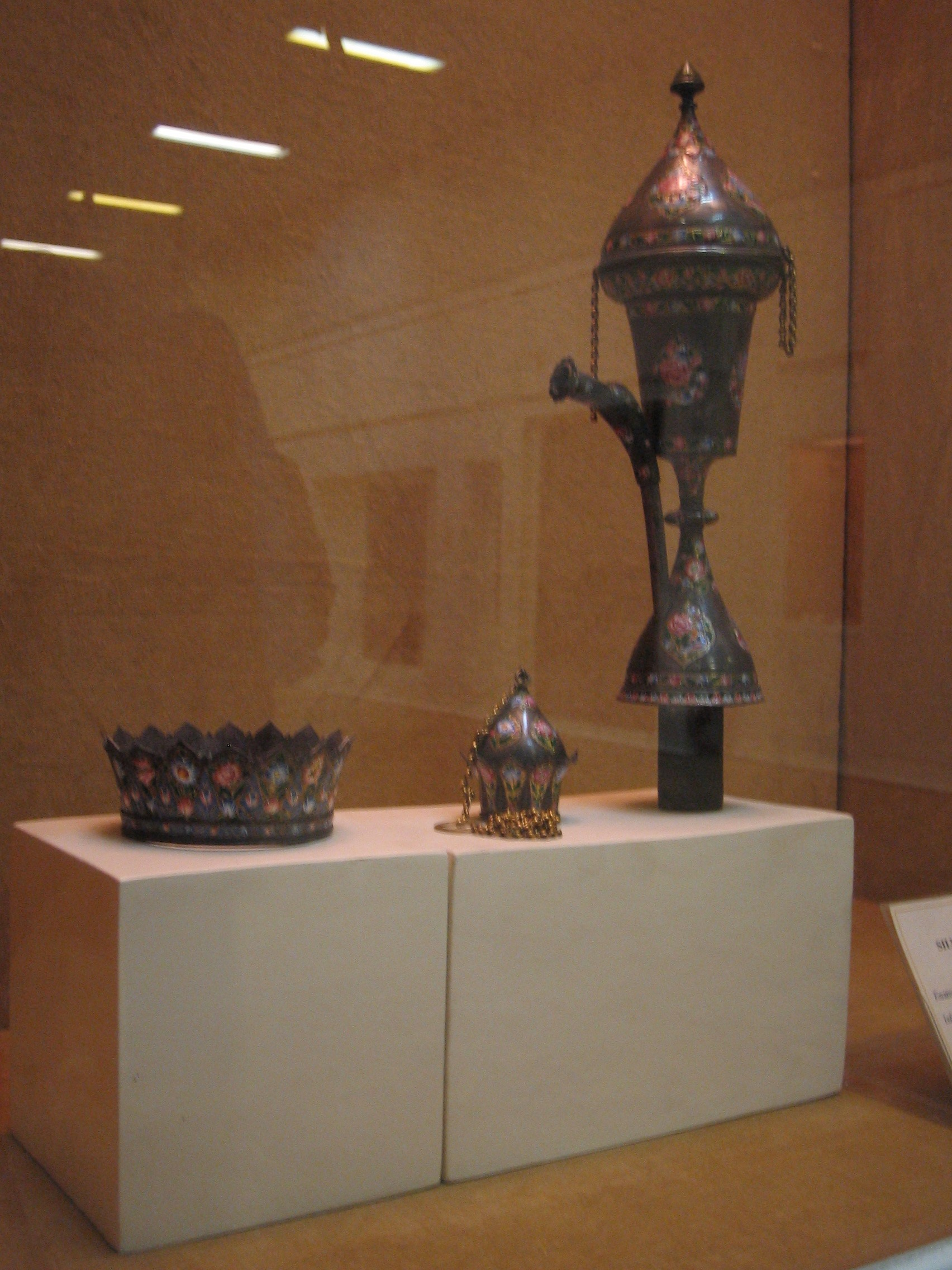
Um narguilé do século XIX, conservado no Museu da Era Islâmica.
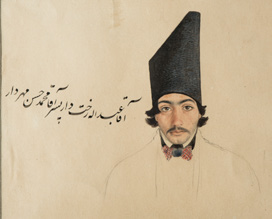
Uma pintura a aquarela do século XVIII, do Império Cajar
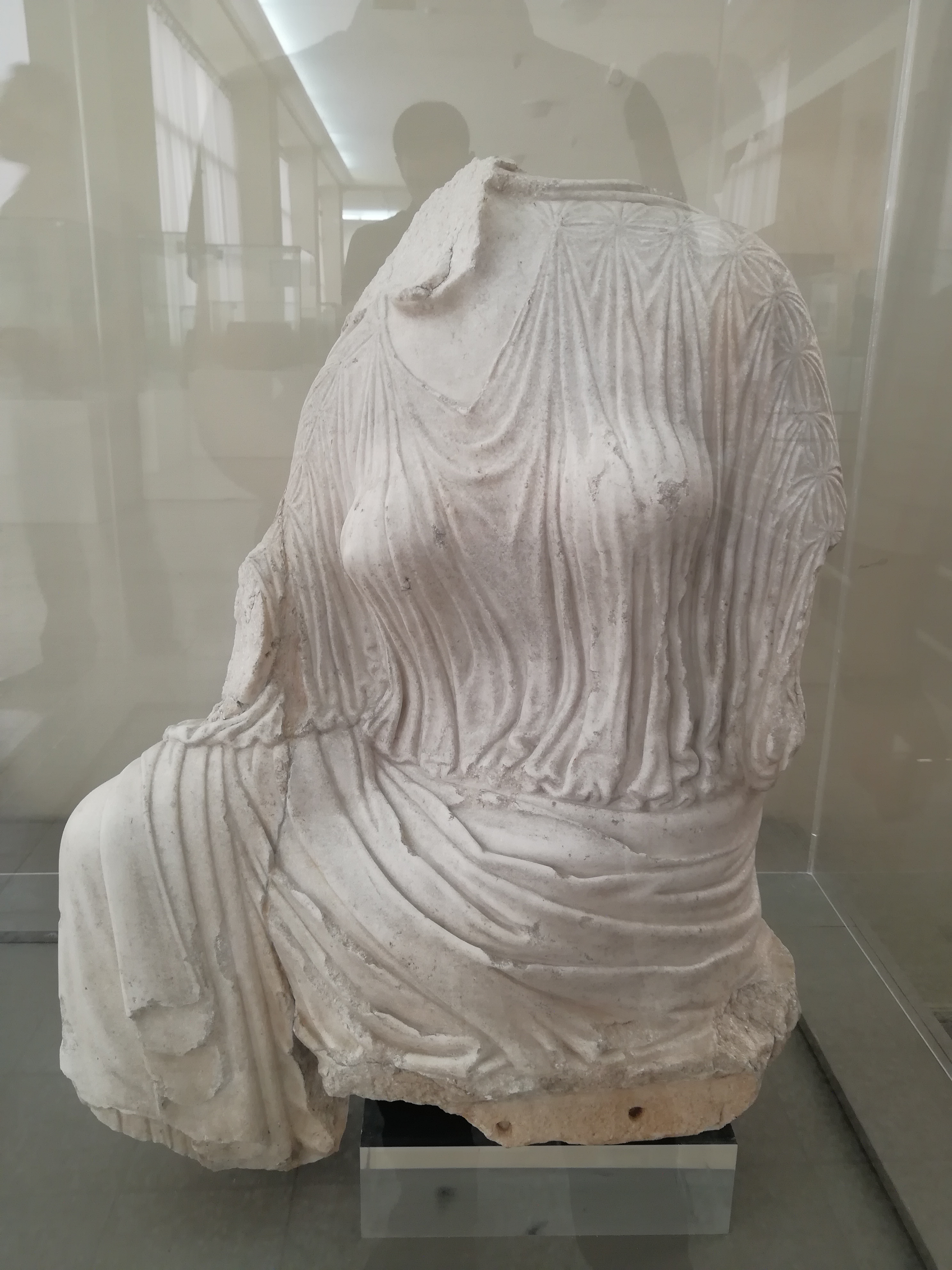
Uma das quatro estátuas de Penélope que restam foi descoberta em Persépolis e está mantida no Museu Nacional do Irão. As outras três encontram-se no Museu do Vaticano e no Museu Capitolinos.